# Ferrovia Belfast-Bangor
La ferrovia Belfast–Bangor (in inglese Belfast–Bangor railway line) è una linea ferroviaria che collega Belfast a Bangor in Irlanda del Nord.
È gestita dalla Northern Ireland Railways (NI Railways), la compagnia che esercisce le ferrovie e i servizi ferroviari dell'Ulster.

## Caratteristiche
La linea è una ferrovia a doppio binario, non elettrificato. La sua lunghezza è di 20,7 km.

### Percorso
| Head station |

| Stop on track |

| Stop on track |

| Stop on track |

| Station on track |

| Station on track |

| Stop on track |

| Stop on track |

| Station on track |

| Station on track |

| Station on track |

| Station on track |

| Unknown route-map component "CONTgq" | Unknown route-map component "ABZg+r" |  |

| Station on track |

| Station on track |

| Station on track |

|  | Junction both to and from left | Unknown route-map component "CONTfq" |

| End station |

## Traffico

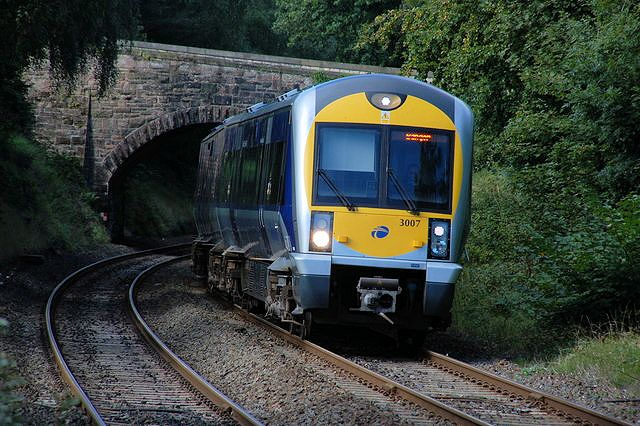
Il treno Portadown–Bangor, espletato da un NIR Classe 3000, all'ingresso della stazione di Seahill

Il servizio è cadenzato ogni trenta minuti in entrambe le direzioni, nei giorni lavorativi. La frequenza aumenta durante le ore di punta. Si riduce infine a cinque treni giornalieri nei giorni festivi.